# Resolució 994 del Consell de Seguretat de les Nacions Unides
La Resolució 994 del Consell de Seguretat de les Nacions Unides fou adoptada per unanimitat el 17 de maig de 1995. Després de reafirmar totes les resolucions del Consell de Seguretat de les Nacions Unides sobre els conflictes a l'antiga Iugoslàvia, en particular les resolucions 981 (1995), 982 (1995) i 990 (1995), el Consell va discutir la retirada de l'Exèrcit Croat de la zona de separació i el desplegament complet de l'Operació de les Nacions Unides per al Restabliment de la Confiança a Croàcia (UNCRO).
El Consell de Seguretat era preocupat perquè els objectius del Consell de Seguretat no es complissin i es va violar l'acord entre les parts el 7 de maig de 1995, especialment en la retirada de tropes de les zones de separació. El compliment de l'alto el foc i la retirada d'aquestes àrees era important per a la implementació del mandat de la UNCRO. Es va ressaltar el respecte als drets humans, especialment a la regió occidental d'Eslavònia (Sector Oest). Declaracions prèvies del President del Consell de Seguretat de les Nacions Unides sobre l'ofensiva croata a l'oest d'Eslavònia (Operació Flaix) en violació d'un acord d'alto el foc signat el 29 de març de 1994. Es va conformar amb les mesures adoptades per complir els requisits de les declaracions, però va exigir la retirada de totes les tropes de les zones de separació. L'autoritat de UNCRO es va destacar a més del respecte per la seva seguretat i seguretat.
Es va instar al Govern de Croàcia a respectar els drets dels serbis de Croàcia inclosa la seva llibertat de moviment i l'accés a organitzacions humanitàries internacionals. En aquest sentit, es va demanar al Secretari General Boutros Boutros-Ghali que avalués la situació humanitària a Eslavònia en cooperació amb l'Alt Comissionat de les Nacions Unides per als Refugiats, l'Alt Comissionat de les Nacions Unides per als Drets Humans, el Comitè Internacional de la Creu Roja i altres organitzacions. També es va demanar a les parts que garantissin la seguretat de la secció de la secció d'autopista de Zagreb a Belgrad a la regió i evitin més accions que puguin augmentar l'escalada de la situació.